# Bredsjön (Malungs socken, Dalarna)
Bredsjön är en sjö i Malung-Sälens kommun i Dalarna och ingår i Göta älvs huvudavrinningsområde. Sjön har en area på 7,26 kvadratkilometer och ligger 279 meter över havet. Sjön avvattnas av vattendraget Bredsjöälven. Vid provfiske har bland annat abborre, elritsa, gädda och lake fångats i sjön.

## Delavrinningsområde
Bredsjön ingår i det delavrinningsområde (668038-139424) som SMHI kallar för Utloppet av Bredsjön. Medelhöjden är 305 meter över havet och ytan är 42,17 kvadratkilometer. Det finns inga avrinningsområden uppströms utan avrinningsområdet är högsta punkten. Bredsjöälven som avvattnar avrinningsområdet har biflödesordning 3, vilket innebär att vattnet flödar genom totalt 3 vattendrag innan det når havet efter 384 kilometer. Avrinningsområdet består mestadels av skog (60 procent) och sankmarker (19 procent). Avrinningsområdet har 7,74 kvadratkilometer vattenytor vilket ger det en sjöprocent på 18,3 procent.

## Fisk
Vid provfiske har följande fisk fångats i sjön:
- Abborre
- Elritsa
- Gädda
- Lake
- Sik
- Siklöja